# Chess Vintage Series

Логотип серии Chess Vintage Series на лейбле Chess

Chess Vintage Series — серия музыкальных альбомов, выпускавшаяся американским лейблом звукозаписи Chess Records с 1969 по 1975 гг. Каждый выпуск представлял собой сборник песен и был посвящён одному из наиболее известных блюзовых исполнителей лейбла. Составителем, редактором и продюсером серии был Т. Т. Суон.

## История
Серия основана лейблом Chess Records в конце 1960-х гг. и в отличие от серии The Real Folk Blues, которая выпускалась Chess с 1965 по 1967 гг, её целью был выпуск малоизвестного или ранее неизданного материала отдельных исполнителей лейбла.
Составителем, редактором и продюсером серии стал Т. Т. Суон. В 1969 году вышел первый выпуск этой серии, которым был альбом Литтл Уолтера под названием Hate to See You Go. Сборник Sail On (LP-1539) Мадди Уотерса был переизданием The Best of Muddy Waters (Chess LP-1427), а Evil Хаулина Вульфа переизданием Moanin' in the Moonlight (Chess LP-1434). Всего в 1969 году издано 6 томом серии LP-1500 (1535—1540). В 1970 году серию продлено до 5 томов (LP-407—411). С 1974 по 1975 было издано еще 3 тома (CHV-416—418).
Дизайнером большинства обложек альбомов была Кэти Суон, на них был изображен портрет музыканта в черно-белых цветах. Тексты к некоторым пластинкам были написаны известным историком блюза и журналистом Питом Уэлдингом.
В 1993 году сборник Джимми Роджерса Chicago Bound (Chess, 1970) был внесен в Зал славы блюза.

## Выпуски
| №       | Исполнитель            | Название                        | Дата |
| ------- | ---------------------- | ------------------------------- | ---- |
| LP-1535 | Литтл Уолтер           | Hate to See You Go              | 1969 |
| LP-1536 | Сонни Бой Уильямсон    | Bummer Road                     | 1969 |
| LP-1537 | Элмор Джеймс/Джон Брим | Whose Muddy Shoes               | 1969 |
| LP-1538 | Альберт Кинг/Отис Раш  | Door to Door                    | 1969 |
| LP-1539 | Мадди Уотерс           | Sail On                         | 1969 |
| LP-1540 | Хаулин Вульф           | Evil                            | 1969 |
| LP-407  | Джимми Роджерс         | Chicago Bound                   | 1970 |
| LP-408  | Лоуэлл Фулсон          | Hung Down Head                  | 1970 |
| LP-409  | Бадди Гай              | I Was Walking Through the Woods | 1970 |
| LP-410  | Дж. Б. Ленойр          | Natural Man                     | 1970 |
| LP-411  | Разные артисты         | Drop Down Mama                  | 1970 |
| CHV-416 | Литтл Уолтер           | Confessin' the Blues            | 1974 |
| CHV-417 | Сонни Бой Уильямсон    | One Way Out                     | 1975 |
| CHV-418 | Хаулин Вульф           | Change My Way                   | 1975 |